# Luttekepoort (Zwolle)

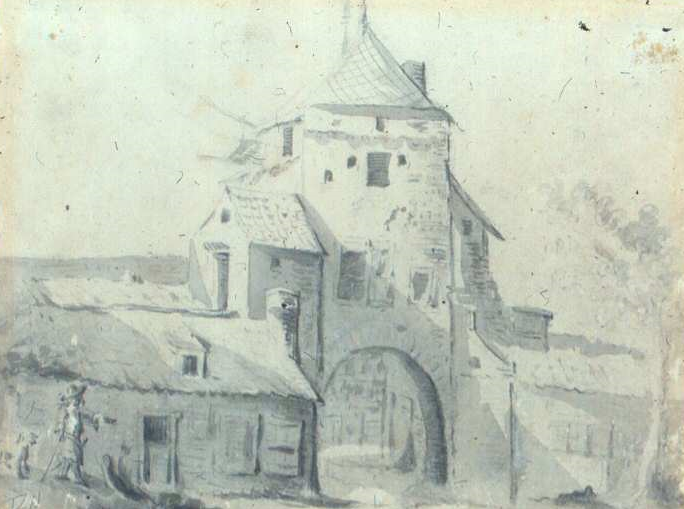
De Luttekepoort op een tekening uit 1650 van de hand van Gerard ter Borch.

De Luttekepoort is een voormalige stadspoort in de stadsmuur van Zwolle aan het uiteinde van de huidige Luttekestraat.
In 1531 werd de buitenpoort van de Luttekepoort vervangen door een driekwart ronde vooruitspringende toren met dikke muren. Dit had te maken met de toegenomen vuurkracht van kanonnen. Deze poort stond bekend onder de naam Kruittoren, ook wel Nieuwe Gelderse Toren. De poort is in 1810 afgebroken. Tijdens een munitieontploffing rond deze tijd, kwamen er vijf artilleristen om het leven.
Poorten: Diezerpoort · Kamperpoort · Luttekepoort · Rode Toren · Sassenpoort · Steenpoort · Vispoort · Waterpoort

Bestaande torens: Pelsertoren · Wijndragerstoren · Zwanentoren